# Lišák zprohýbaný
Lišák zprohýbaný (Hydnum repandum), někdy též lošák zprohýbaný, je jedlá houba z čeledi lišákovité, která může na první pohled připomínat lišku obecnou. Jeho hymenofor na spodní straně klobouku je tvořen nápadnými tenkými ostny.

## Popis
Plodnice je 5–12 cm vysoká, rozdělená na klobouk a třeň. Plodnice se často vyskytují ve shlucích, běžně bývá vícero plodnic srostlých klobouky.

### Klobouk
Klobouk bývá 3–15 centimetrů široký, nepravidelně okrouhlý, oválný či jiného nepravidelného tvaru, na povrchu zprohýbaný, hrbolatý, vypouklý nebo naopak veprostřed vmáčklý. Okraje klobouku se obvykle stáčejí dolů, případně i podvinují pod klobouk. Barva svrchní strany klobouku kolísá od světle béžové přes žemlovou až k rezavě žluté.

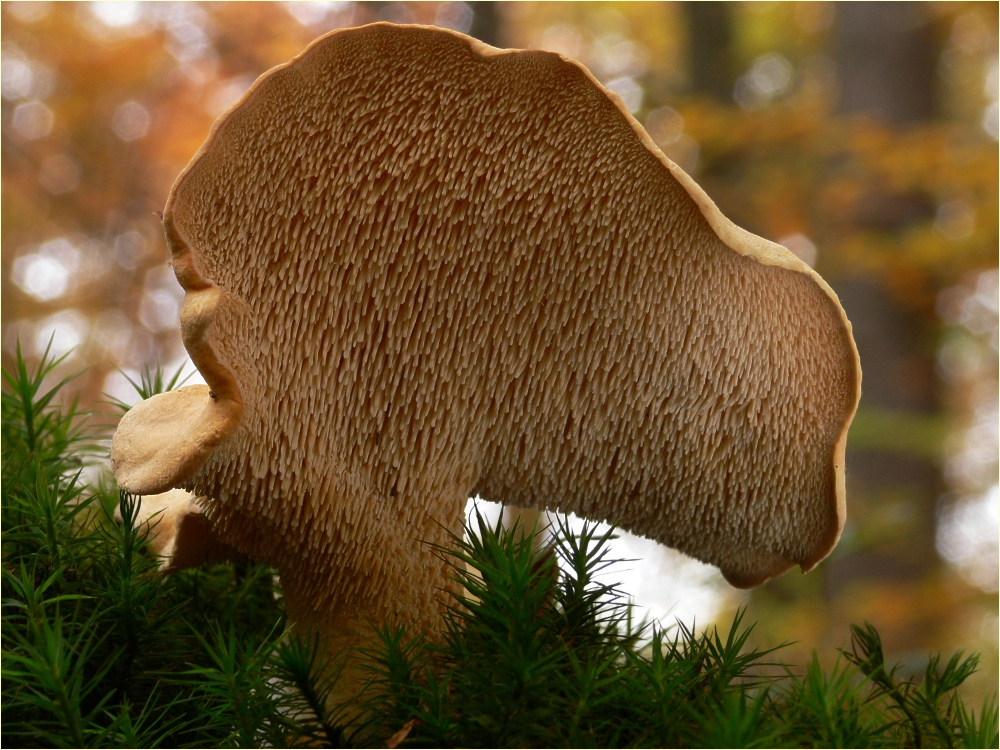
Na tomto snímku lišáka zprohýbaného z podhledu jsou zřetelně patrné nápadné ostny, které jsou pokryty výtrusorodým rouškem

### Ostny
Na spodní straně klobouku se nachází hymenofor tvořený nápadnými, hustými, asi 0,5 centimetru dlouhými ostny. Ostny jsou svislé, tenké, křehké a lámavé, žemlově zbarvené a mírně sbíhající na třeň.

### Třeň
Třeň bývá poněkud světlejší než klobouk, kolem 3–8 cm dlouhý, někdy však dosti krátký. Je nepravidelně válcovitý, plný.

### Dužnina
Dužnina je bílá či nažloutlá, houbové či lehce kořenité vůně a mírné, u starších plodnic však občas štiplavé chuti.

## Výskyt

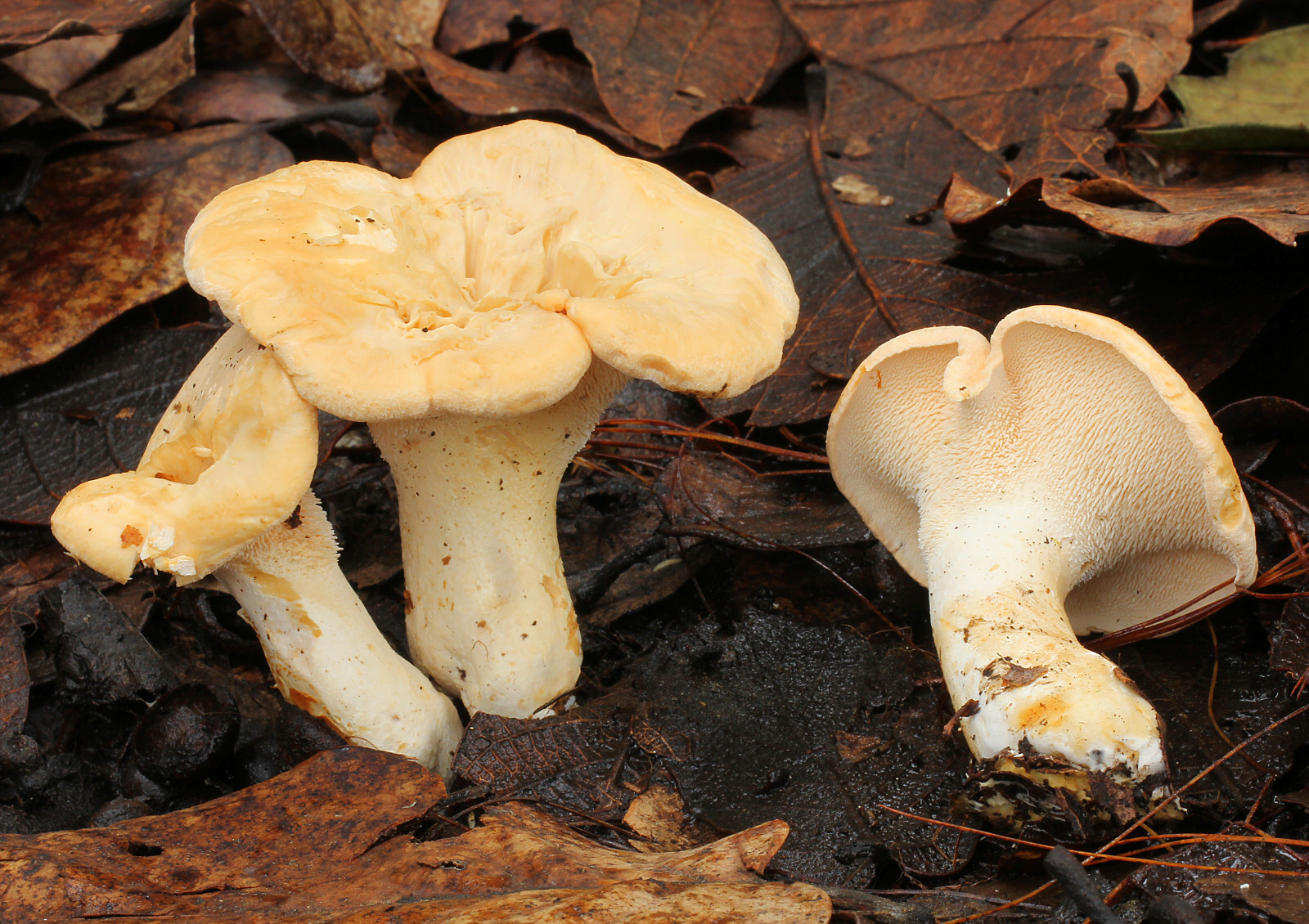
Lišák zprohýbaný (Hydnum repandum)

Roste místy dost hojně v listnatých i jehličnatých lesích v nížinách i horských polohách. Často roste ve větším množství, někdy v pásech, kruzích či jiných skupinách. Vyskytuje se od června do listopadu.

## Užití
Lišák zprohýbaný je chutná jedlá houba, v České republice je často sbírána a zařazená mezi tržní druhy hub. Starší plodnice se ke sběru příliš nedoporučují, bývají tuhé a štiplavé.

## Podobné druhy
Velice podobný je blízce příbuzný, též jedlý lišák ryšavý (Hydnum rufescens), lišící se menšími plodnicemi okrouhlého klobouku, mnohem oranžovějším zbarvením a často delšími ostny.
Lišák zprohýbaný se na první pohled podobá i lišce obecné (Cantharellus cibarius). Ta se však jasně odlišuje tím, že na spodní straně klobouku nemá ostny, nýbrž na třeň sbíhající podélné žilnaté lišty. Mimo jiné je také obvykle zbarvena sytěji žlutě.